# Birmânia nos Jogos Olímpicos de Verão de 1984
A Birmânia (atual Myanmar) participou dos Jogos Olímpicos de Verão de 1984 em Los Angeles, nos Estados Unidos. Nesta participação, o país não conquistou nenhuma medalha.